# Otandad grynsnäcka
Otandad grynsnäcka (Vertigo genesii) är en snäckart som först beskrevs av Gredler 1856.  Otandad grynsnäcka ingår i släktet Vertigo, och familjen grynsnäckor. IUCN kategoriserar arten globalt som livskraftig. Enligt den finländska rödlistan är arten starkt hotad i Finland. Enligt den svenska rödlistan är arten nära hotad i Sverige. Arten förekommer i Götaland, Svealand, Nedre Norrland och Övre Norrland. Artens livsmiljö är rikkärr.